# Kloofbijl

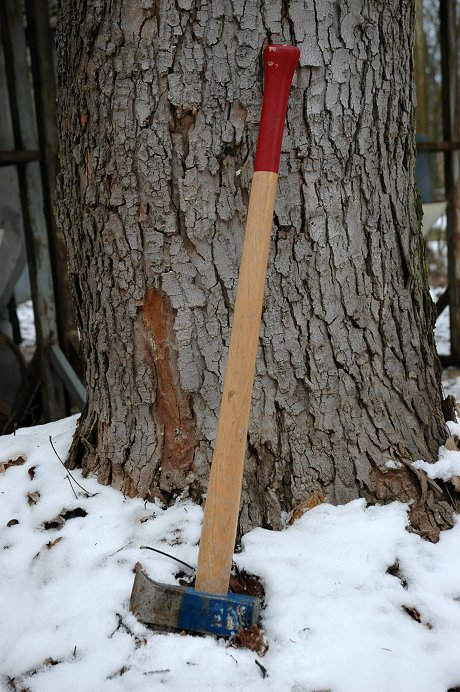
Kloofbijl

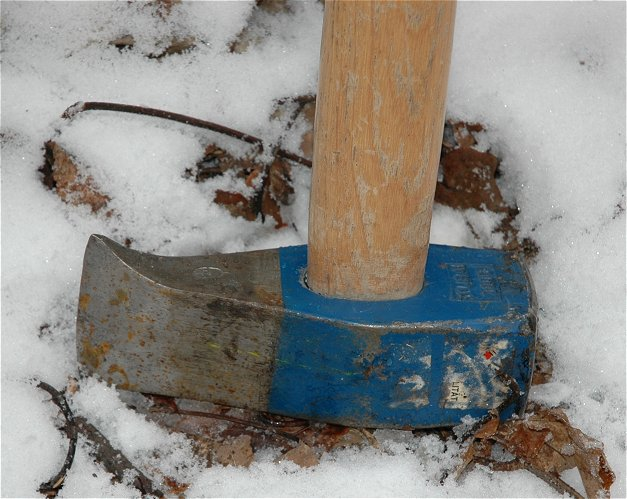
Kop van een kloofbijl

Een kloofbijl (of kliefbijl) is een bijl die wordt gebruikt om brandhout te kloven. Door de kenmerkende hoek van 30 graden of meer worden de houtvezels uit elkaar gedreven. De achterkant van een kloofbijl heeft de vorm van een hamer en kan gebruikt worden om een wig in het hout te drijven. Door de kop van de bijl asymmetrisch te maken, zal de bijl na het hout geraakt te hebben, kantelen, waardoor het hout gemakkelijker wordt gekloofd en de kans kleiner is dat de kop van de bijl in het hout vast komt te zitten.
Tijdens het kloven springen de delen van het gekloofde hout vaak weg. Om dit tegen te gaan kan men rond het te kloven blok een aantal gestapelde autobanden leggen. Deze vangen de loskomende delen op en absorberen de energie.